# Prociphilus gambosae
Prociphilus gambosae är en insektsart. Prociphilus gambosae ingår i släktet Prociphilus och familjen långrörsbladlöss. Inga underarter finns listade i Catalogue of Life.